# Yves Michaud
Yves Michaud (França, 11 de juliol de 1944) és un filòsof francès. Els seus darrers llibres miren de contribuir a l'anàlisi de la ideologia i els modes de vida dominants a la societat. En aquesta línia cal subratllar El nuevo lujo (Taurus, 2015), Ibiza mon amour. Enquête sur l 'industrialisation du plaisir (Nil, 2012). Aquest eix de recerca se suma a dues altres direccions que han donat lloc a múltiples llibres: la filosofia política d'arrel anglosaxona clàssica (Hume et la fin de la philosophie, PUF, 1999 i Locke, PUF, 1998) i la filosofia de l'art contemporani. En aquest darrer camp cal mencionar L'Art à l'état gazeux (2003), que va ser traduit al castellà el 2007; així com també L'artiste et les commissaires (Hachette, 2007) i «L'art c'est bien fini», Essai sur l'hyper-esthétique des atmosphères (2021).

## Publicacions
- Violence et politique, 1978
- Hume et la fin de la philosophie, 1983
- La Violence, PUF, coll. « Que sais-je ? », 1986
- Locke, 1986 ; réimpr. 1998
- Enseigner l'art ? : analyses et réflexions sur les écoles d'art, Nîmes, 1993
- La Crise de l'art contemporain, 1997
- Changements dans la violence : essai sur la bienveillance et sur la peur, 2002
- Précis de recomposition politique : des incivismes à la française et de quelques manières d'y remédier, Paris, Climats, 2002, réimpr. 2006
- L'Art à l'état gazeux : essai sur le triomphe de l'esthétique, 2003
- Université de tous les savoirs : le renouvellement de l'observation dans les sciences, 2004
- Chirac dans le texte, la parole et l'impuissance, 2004
- Humain, inhumain, trop humain : réflexions philosophiques sur les biotechnologies, la vie et la conservation de soi à partir de l'œuvre de Peter Sloterdijk, Paris, Climats, 2006
- L'artiste et les commissaires : quatre essais non pas sur l'art contemporain mais sur ceux qui s'en occupent, Paris, Hachette, 2007
- Qu'est-ce que le mérite ?, Bourin éditeur, 2009
- Ibiza mon amour ; enquête sur l'industrialisation du plaisir, NiL editions, 2012
- Narcisse et ses avatars, Broché, 2014
- Contre la bienveillance, Stock, 2016
- Citoyenneté et loyauté, Kero, 2017
- Parler de religion en classe (en collaboration avec Sébastien Clerc), Belin Éducation, coll. « Guide de l'enseignement », 2018
- Aux armes, citoyens, dialogue avec Denis Lafay, Acteurs de l'économie & Éditions de L'Aube, 2018
- Ceci n'est pas une tulipe : Art, luxe et enlaidissement des villes, Fayard, 2020
- «L'art c'est bien fini», Essai sur l'hyper-esthétique des atmosphères, NRF essais, Gallimard, 2021